# 大阪すずめ
「大阪すずめ」（おおさかすずめ）は、1992年2月21日に発売された永井みゆきのデビュー・シングル。

## 解説
1992年の第23回日本歌謡大賞において、優秀放送音楽新人賞を受賞。さらに、第34回日本レコード大賞では、歌謡曲・演歌部門最優秀新人賞を受賞した。
可愛い声で「東京なんか目じゃない」と歌う姿が関西出身者にも支持された。

## 収録曲
1. 大阪すずめ
作詞：たかたかし／作曲：弦哲也／編曲：池多孝春
2. 大阪すずめ（オリジナル・カラオケ）
3. はまなす旅情
作詞：たかたかし／作曲：四方章人／編曲：前田俊明
4. はまなす旅情（オリジナル・カラオケ）

## エピソード
- すずめはおしゃべり娘の永井みゆきのイメージから。明るい曲調だが実は録音時には泣きながらの歌唱だったらしい。「大阪すずめ／はまなす旅情」のジャケットは2種類あった。
- レコード大賞では大阪娘の永井みゆきの為に宮川大助・花子が応援役を務めた。
- 明石家さんまも気に入っていて2007年の正月テレビ番組「さんタク」中では車で流し木村拓哉に聴かせていた。
- 藤本美貴が幼少の頃歌っていた演歌でもある。
- 永井みゆきの代表曲であり、毎年のように発売される全曲集でも必ず入る曲だが2007年10月発売の「永井みゆき2008年全曲集」には入らなかった。同年11月に放送されたNHK大阪の全国放送番組「わが心の大阪メロディー」では多数のリクエストを集めて「大阪すずめ」が選出された。翌2008年以降発売の全曲集には当然のように入っている。